# Cimetière américain de Saint-Avold
Le cimetière américain de Saint-Avold, ou Lorraine American Cemetery and Memorial, est un cimetière militaire américain situé à Saint-Avold, commune française du département de la Moselle et dans la partie lorraine de la région Grand Est. Il est administré par l'American Battle Monuments Commission.
Avec 10 489 tombes, il s’agit du cimetière américain en Europe comptant le plus de soldats morts au cours de la Seconde Guerre mondiale.
Établi pour accueillir les dépouilles des victimes américaines de la Seconde Guerre mondiale majoritairement décédés lors de la conquête du Rhin, il est étendu sur une superficie de quarante-six hectares divisés en neuf parties symétriques.
La libre jouissance du terrain fut accordée à perpétuité au gouvernement des États-Unis par le gouvernement français.
Comme dans beaucoup de cimetières militaires, les tombes varient en fonction de la religion des soldats qui y sont enterrés, différenciant notamment deux types d’emblèmes, la croix latine pour les défunts chrétiens (protestants pour la majorité d'entre eux) et l’étoile de David pour ceux de religion juive. Les stèles sont réalisées en marbre extrait des carrières de Lasa, en Toscane, et apposées selon des règles mathématiques prévoyant un alignement systématique des sépultures.
Plusieurs personnalités américaines sont par ailleurs enterrées au cimetière. C'est le cas d'Alfred Charles Blozis, originaire du New Jersey, espoir du baseball américain disparu au combat dans les environs de Colmar à l'hiver 1945. Citons également Willard Bowsky, dessinateur de talent pour plusieurs studios d'animation et mort aux portes de Strasbourg en novembre 1944.
Un belvédère orné d'un aigle à tête blanche (ou Pygargue), symbole des États-Unis, et réalisé en pierre d'Euville, ainsi qu'un mémorial, sont également situés dans l’enceinte du cimetière. La chapelle-mémorial, haute de 20,40 mètres et réalisée en style néoclassique, abrite quatre statues monumentales. La plus grande d'entre elles représente une allégorie de la jeunesse américaine disparue au combat et entourée du roi David, de l'empereur romain Constantin, du roi Arthur et de George Washington. Une immense statue de Saint Nabor, patron protecteur de la ville de Saint-Avold, orne sa façade extérieure et domine l'ensemble du cimetière.
À l'abri des regards, caché par des arbres dans un endroit un peu à l'écart se trouve un petit jardin potager créé en 1962 par un certain Bouaroua Aissa, jardinier du cimetière. Plus de 60 ans après, cet endroit surprenant dans un cimetière militaire existe toujours et est entretenu par un autre jardinier qui perpétue ainsi « l'œuvre » de son créateur.